# ویلهلم اشتکل
ویلهلم اشتکل (انگلیسی: Wilhelm Stekel؛ ۱۸ مارس ۱۸۶۸ – ۲۵ ژوئن ۱۹۴۰) پزشک و روان‌شناس اتریشی بود که یکی از نخستین دنباله‌روهای زیگموند فروید شد و زمانی «متمایزترین شاگرد فروید» توصیف گشت. به گفته ارنست جونز «می‌توان به اشتکل همراه با فروید افتخار بنیان نهادن نخستین جامعه روان‌کاوی را داد». با این حال، عبارتی که توسط فروید در نامه‌ای به اشتکل بکار گرفته شد که می‌گفت: «جامعه روان‌شناسی بنیان‌نهاده توسط تو» این را مطرح می‌کند که آغاز آن تماماً متعلق به اشتکل بوده‌است. جونز همچنین در مورد اشتکل نوشت که او «روان‌شناسی ذاتاً بااستعداد با قوه تشخیصی غیرمعمول در شناسایی محتوای واپس‌رانده‌شده» بود. فروید و اشتکل بعدتر با یکدیگر اختلاف پیدا کردند و فروید در نوامبر ۱۹۱۲ اعلام کرد که «اشتکل راه خود را پیش گرفته‌است».